# Estônia nos Jogos Olímpicos de Verão de 1928
A Estônia nos Jogos Olímpicos de Verão de 1928, em Amesterdão, nos Países Baixos competiu representado por 20 atletas masculinos, que disputaram provas de dezenove modalidades esportivas de cinco esportes diferentes, conquistando um total de 5 medalhas, sendo 2 de ouro, uma prata e duas de bronze. A Estônia terminou assim, na 16ª colocação no quadro geral de medalhas da competição.

## Medalhistas
| Medalha | Nome                                                                              | Esporte               | Evento                        |
| ------- | --------------------------------------------------------------------------------- | --------------------- | ----------------------------- |
| Ouro    | Osvald Käpp                                                                       | Lutas                 | Estilo livre peso leve        |
| Ouro    | Voldemar Väli                                                                     | Lutas                 | Luta Greco-Romana peso pesado |
| Prata   | Arnold Luhaäär                                                                    | Levantamento de pesos | Peso pesado                   |
| Bronze  | Nikolai Vekšin William von Wirén Eberhard Vogdt Georg Faehlmann Andreas Faehlmann | Vela                  | Classe 6 metros masc.         |
| Bronze  | Albert Kusnets                                                                    | Lutas                 | Luta Greco-Romana peso médio  |